# حي الشهداء (بغداد)
حي الشهداء وهو أحد أحياء مدينة بغداد يقع جنوب غرب العاصمة العراقية بغداد في جانب الكرخ. ويعتبر من الاحياء الشعبية.تحيط به العديد من المناطق اولها منطقة السويب(سويب) و حي الشرطة الرابعة وحي الجهاد.

## المدارس
يحتوي حي الشهداء في بغداد على عدة مدارس منها
- مدرسة محمد باقر الصدر الثانوية
- مدرسة الفيحاء الابتدائية
- مدرسة الشريف الرضي الابتدائية
- مدرسة الفرات الابتدائية